# NGC 713

NGC 713

NGC 713 في الفهرس العام الجديد، هي مجرة، تقع في كوكبة قيطس. اكتشفت في 1886 بواسطة فرانسيس بريسيرفد ليفنوورث.

## اقرأ أيضا
- NGC 731

## روابط خارجية
- NGC 713 على موقع ويكي سكاي: DSS2, SDSS, GALEX, IRAS, Hydrogen α, X-Ray, Astrophoto, Sky Map, Articles and images